# Владиславич, Иван
Иван Владиславич (англ. Ivan Vladislavić, 1957, Претория) – южноафриканский писатель, журналист, пишет на английском языке.

## Биография
Предки со стороны отца – эмигранты из Хорватии, со стороны матери – выходцы из Англии и Ирландии. С 1970-х годов живёт в Йоханнесбурге. Окончил Университет Витватерсранда по специальности «Английская и африкаанс литература». Работал в издательстве,  выпускал журнал Staffrider magazine. С 1989 года – независимый литератор и издатель. В 1998-1999 годах был стипендиатом Akademie Schloss Solitude в Штутгарте.
Живёт с семьей в Йоханнесбурге.

## Творчество
Автор романов, новелл, эссе, в том числе – об изобразительном искусстве и архитектуре. В прозе, чаще всего связанной с Йоханнесбургом,  Владиславич изобретательно ищет пути между фантазией, сатирическим гротеском и документальностью.

## Произведения
- Missing Persons (1989, новеллы, премия Оливии Шрейнер)
- The Folly (1993, роман, премия Central News Agency)
- Propaganda by Monuments (1996, новеллы, премия Нома)
- The Restless Supermarket (2001, роман, премия южноафриканской газеты Sunday Times)
- The Exploded View (2004, роман в новеллах)
- Portrait with Keys (2006, монтаж из 138 очерков об Йоханнесбурге, премия Алана Пейтона, премия Уорикского университета)
- Flashback Hotel (2010, собрание новелл прежних лет)
- Double Negative (2010, роман, премия южно-африканской телевизионной сети M-Net)
- A Labour of Moles (2012, повесть)

## Признание
Лауреат многих национальных премий. Проза Владиславича переведена на французский, немецкий, нидерландский, шведский языки.